# Kim Jae-wook
Kim Jae-wook (tiếng Hàn: 김재욱; sinh ngày 2 tháng tư, năm 1983) là một ca sĩ, người mẫu, diễn viên Hàn Quốc.

## Cuộc đời và sự nghiệp

### Cuộc đời và sự bắt đầu
Jae-wook được sinh ra ở Seoul, và lớn lên ở Nhật Bản cho đến năm 7 tuổi sau đó quay trở lại Hàn Quốc. Gia đình anh gồm có bố mẹ và một anh trai. Bố anh là một nhà báo được phái sang nước ngoài để công tác nên cả gia đình anh đã đến Nhật Bản sinh sống.. Anh sống ở Nhật Bản từ nhỏ nên vì vậy khi trở về Hàn Quốc học tiểu học, anh gặp khó khăn trong việc nói tiếng Hàn. Anh bắt đầu hoạt động trong một ban nhạc, cho đến khi anh được 17, anh bắt đầu với công việc người mẫu. Do có thời gian sống ở Nhật Bản, anh có thể nói thông thạo tiếng Nhật.
Từ khi anh học tiểu học, anh đã nổi tiếng vì tài năng của mình. Anh cao lớn từ khi còn bé và rất đẹp trai, anh rất nổi tiếng với cả đàn ông, phụ nữ và giáo viên
Từ khi còn là học sinh trung học, anh bắt đầu với công việc người mẫu, và sau khi vào đại học anh lại tiếp tục đóng vai trò là một người mẫu đầy bản lĩnh
Anh thường chọn vai diễn không theo số đông vì anh không có ham muốn lớn
Khi Kim Jae-Wook trở về Hàn Quốc, anh hầu như không thể nói tiếng Hàn. Khi được nhận vào trường tiểu học ở Hàn Quốc, Kim Jae-Wook lần đầu tiên bắt đầu học tiếng Hàn. Lớn lên thông qua hệ thống trường học Hàn Quốc, anh không thể quen với các quy tắc nghiêm ngặt của trường học Hàn Quốc như mặc đồng phục hay các quy định về kiểu tóc. Vì điều này, anh nói với bố mẹ rằng anh có thể không đến trường trung học. Sau đó, anh đổi ý vì muốn tham gia vào các hoạt động của ban nhạc ở trường như anh trai mình. Khi còn là học sinh năm nhất tại trường trung học Dandae, anh đã tham gia buổi thử giọng cho ban nhạc "Kaksital" và được chấp nhận
Trong thời gian học tập, Kim Jae-Wook đã xuất hiện trên chương trình truyền hình MBC "Câu lạc bộ Akdong", một chương trình thực tế mô tả các hoạt động của một nhóm nhạc thần tượng. Trong chương trình, học sinh trung học đã tham gia thử giọng và Kim Jae-Wook nằm trong số các thí sinh. Người dẫn chương trình Lee Hwi-Jae đã hỏi Kim Jae-Wook rằng anh ấy có thể nhảy và hát theo phong cách nhóm nhạc thần tượng chứ không phải phong cách nhạc rock. Kim Jae-Wook nói không và không do dự đã từ bỏ buổi thử giọng.
Vào năm thứ hai trung học, Kim Jae-Wook bắt đầu làm người mẫu cho các tạp chí thời trang như "YuHaeng Tongshin" và xuất hiện trong các chương trình thời trang. Niềm đam mê của anh ấy vẫn tập trung vào sự nghiệp âm nhạc của anh ấy.
Tại Học viện Nghệ thuật Seoul, Kim Jae-Wook học chuyên ngành âm nhạc và thành lập một ban nhạc rock 3 mảnh có tên "Walrus". Kim Jae-Wook vẫn biểu diễn cùng ban nhạc cho đến ngày nay. Năm 2002, MBC PD Park Sung-Soo đã khuyên Kim Jae-Wook theo đuổi diễn xuất trong các bộ phim truyền hình. Kim Jae-Wook đã ra mắt diễn xuất của mình trong bộ phim truyền hình MBC " Ruler of Your own World ", biểu diễn như một thành viên của một ban nhạc rock độc lập. Kinh nghiệm của anh ấy mặc dù không tích cực cho công việc diễn xuất đầu tiên của anh ấy. Trên thực tế, Kim Jae-Wook thấy diễn xuất quá khó khăn và quyết định từ bỏ sự nghiệp đó. 5 năm sau, Kim Jae-Wook đã thay lòng đổi dạ và được biểu diễn trong bộ phim truyền hình KBS2 " Dalja's Spring " với tư cách là bạn của nhân vật chính Kang Tae-Bong (do Lee Min-Ki thủ vai ).
Năm 2002, Jae-wook ra mắt như là một thành viên của một nhạc rock trong bộ phim trên đài MBC Ruler of Your Own World. Sau vai diễn đầu tiên này, anh ấy tập trung vào nghề người mẫu.
Ngoài âm nhạc và diễn xuất, sở thích của Kim Jae-Wook bao gồm đọc sách, bóng chày và bóng đá. Anh ấy cũng thích dọn dẹp trong thời gian rảnh rỗi. Kim Jae-Wook thường mất khoảng 4-5 giờ để hoàn tất việc dọn dẹp. Sau đó, khi nhìn qua ngôi nhà sạch sẽ của mình, anh cảm thấy một niềm tự hào. Trong khi dọn dẹp, Kim Jae-Wook thấy anh ta có thể suy ngẫm về những vấn đề chạy qua tâm trí anh ta. Về phong cách, Kim Jae-Wook thích một phong cách nhẹ nhàng và thoải mái, anh ấy giữ một quy tắc cá nhân rằng anh ấy không bao giờ giặt quần jean của mình.

### Chuyển sang diễn xuất
Năm 2007, anh casting và nhận vai No Sun-ki trong bộ phim hit truyền hình năm 2007 Coffee Prince. Nó đã làm anh nổi tiếng ở Hàn Quốc và nhiều quốc gia châu Á. Trong vai diễn này cho phép anh sử dụng tiếng Nhật của mình. Năm 2008, anh xuất hiện trong bộ phim The Kingdom of The Winds, và với vai trò như đại sứ thiện chí của Liên hoan phim quốc tế Jeonju (JIFF),tháng năm 2008.
Bộ phim đầu tiên của anh trong năm 2009, Antique, dựa trên truyện Antique Bakery, thu về $5,608,515 ở Hàn Quốc và đã được mời đến Liên hoan phim quốc tế Berlin lần thứ 59. Trong bộ phim này, anh trong vai Min Seon-woo, một người đầu bếp đồng tính làm việc tại tiệm bánh Antique. Ở vai này giúp anh giành giải Diễn viên mới xuất sắc ở 16th Korean Entertainment Awards; cùng năm đó, anh cũng giành giải Special Model Award ở Asia Model Festival Award. Vào tháng 10 năm 2009, anh thành lập đại ban nhạc rock tên Walrus với vai trò là chơi guitar và ca sĩ. Tên của nhóm đến từ the Beatles single "I am the Walrus" đã phát hành năm 1967.
Jae-wook thủ vai chính đầu tiên trong bản gốc đầu tiên của bộ phim Hàn Quốc Give Me Your Memory: Pygmalion's Love, được phát sóng trong Tháng ba năm 2010. Trong vai này, anh đã nói Tiếng Nhật và Tiếng Hàn.

### Đồng tác giả và nhập ngũ quân đội
Tháng năm 2011, cùng với mẫu thời trang Jang Yoon-ju, Ji Hyun-jung, Han Sung-jin và bài Song Kyung-ah, anh là đồng tác giả cuốn Top Model, một cuốn sách dựa trên những kinh nghiệm của họ trong làng mẫu. Anh cũng đóng vai chính trong trái Golden Heart, một loạt phim với Janice Man của Hồng Kông, trong phim anh sử dụng Tiếng Anh. Anh hoàn thành bộ phim https://en.wikipedia.org/wiki/Mary_Stayed_Out_All_Night và gia nhập quân đội bắt buộc vào ngày 5 tháng 7 năm 2011, nhập ngũ 21 tháng tháng hoạt động sau 5 tuần luyện tập cơ bản.

### Trở lại
Anh đã đánh dấu sự trở lại của mình vào năm 2013 trong series phim truyền hình https://en.wikipedia.org/wiki/Who_Are_You%253F_(2013_TV_series), trong vai bạn trai đã mất của nhân vật https://en.wikipedia.org/wiki/So_Yi-hyun. Anh cũng  tham gia một vai ở đài truyền hình KBS https://en.wikipedia.org/wiki/Inspiring_Generation như là đối thủ Kim Huyn-joong, nhưng đã kết thúc sau tập 8 do những hoàn cảnh không thể tránh khỏi.
Năm 2015, Jae-wook được chọn vào một vai trong phim Plank Constant. Anh đã đóng vai một nhà biên kịch, người tưởng tượng những ảo tưởng tình dục kì quái.
Trong tháng sáu, anh ấy đã ký một hợp đồng độc quyền với công ty quản lí Better ENT.
Kim được cast ở giai đoạn phim https://en.wikipedia.org/wiki/The_Last_Princess_(film), phim đã đạt thành công phòng vé vào năm 2016. Anh đã trở thành một nhà quý tộc, người đã kết hôn với Son Ye-jin's nhân vật công Chúa Deokhye. Trong cùng năm, Kim thủ vai chính trong phim "Hai Phòng, Hai Đêm" như là một đạo diễn phim nổi tiếng cố gắng để duy trì mối quan hệ lãng mạn với cả hai người: bạn gái hiện tại và bạn gái cũ.

### 2017-Hiện tại: Tăng sự nổi tiếng
Sau khi gần hai năm ấp ủ, phim Another Way được công chiếu trong tháng 1. Kim đóng vai một sĩ quan cảnh sát đã tìm thấy nhân vật https://en.wikipedia.org/wiki/Seo_Ye-ji online và một hiệp ước tự sát.
Trong 2017 Kim thủ vai chính nhân vật phản diện  trong bộ phim tâm lí hit của đài OCN  https://en.wikipedia.org/wiki/Voice_(TV_series), phá vỡ kỉ lục về lượng người xem trên OCN với độ phổ biến của nó. Anh đóng vai một kẻ giết người hàng loạt theo hướng có quyền lực,  thách thức hai thám tử, cả hai người đều đã mất người thân vì cơn khát máu của anh ta.
Trong tháng sáu cùng năm, Kim rời Better ENT và ký kết với công ty quản lý mới Management SOOP.
Vào tháng bảy, Kim xác nhận xuất hiện trong phim https://en.wikipedia.org/wiki/Temperature_of_Love. Anh đóng vai của một doanh nhân thành công, người yêu nhân vật https://en.wikipedia.org/wiki/Seo_Hyun-jin trong phim

## Đóng phim

### Phim
| Năm       | Tựa đề                      | Thủ vai                 |
| --------- | --------------------------- | ----------------------- |
| 2006      | Monopoly                    |                         |
| 2008      | Antique                     | Min Sun-woo (Ono)       |
| 2010      | Heart of Gold               | Yoo-sung                |
| 2010      | Bang                        | Alex                    |
| 2015      | C'est Si Bon                | Kang Myung-chan (cameo) |
| 2015      | Planck Constant             | Kim Woo-joo             |
| 2016      | Two Rooms, Two Nights       | In-sung                 |
| 2016      | The Last Princess           | So Takeyuki             |
| 2017 2018 | Another Way Butterfly Sleep | Soo-wan Chanhae         |

### Series phim truyền hình
| Năm            | Tựa đề                                                               | Thủ vai                                           | Đài truyền hình |
| -------------- | -------------------------------------------------------------------- | ------------------------------------------------- | --------------- |
| 2002           | Ruler of Your Own World                                              | Ki-hong (band member)                             | MBC             |
| 2007           | The 1st Shop of Coffee Prince                                        | Noh Sun-ki                                        | MBC             |
| 2007           | Dal-ja's Spring                                                      | Choon-ha                                          | KBS2            |
| 2008           | The Kingdom of The Winds                                             | Chu Bal-so                                        | KBS2            |
| 2010           | Give Me Your Memory: Pygmalion's Love                                | Kim Gyeon                                         | BeeTV           |
| 2010           | Bad Guy                                                              | Hong Tae-sung                                     | SBS             |
| 2010           | Marry Me, Mary!                                                      | Byun Jung-in                                      | KBS2            |
| 2013           | Who Are You?                                                         | Lee Hyung-joon                                    | tvN             |
| 2014           | Inspiring Generation                                                 | Kim Soo-ok                                        | KBS2            |
| 2014           | Drama Festival "4teen"                                               | Adult Joon-yi (cameo)                             | MBC             |
| 2015           | Sweet Temptation (Only For You)                                      | Seok-min                                          | T-ARA Web-drama |
| 2017 2018 2019 | Voice                                                                | Mo Tae-gu                                         | OCN             |
| 2017 2018 2019 | Temperature of Love The Guest Quiz From God: Reboot Her Private Life | Park Jung-woo Choi Yoon Joo Won (cameo) Ryan Gold | SBS OCN tvN     |

## Giải thưởng
| Năm  | Giải thưởng                      | Hạng mục                 | Phim được đề cử               | Kết quả   |
| ---- | -------------------------------- | ------------------------ | ----------------------------- | --------- |
| 2007 | 1stKorea Drama Awards            | Netizen Popularity Award | The 1st Shop of Coffee Prince | Đoạt giải |
| 2008 | 16th Korean Entertainment Awards | Best New Actor           | Antique                       | Đoạt giải |
| 2008 | Asia Model Festival Awards       | Special Male Model Award | Đoạt giải                     |           |

## Bên ngoài đường dẫn
- Kim Jae Wook trên HanCinema
- Kim Jae-wook trên Instagram (tiếng Hàn)